# リプリー (オハイオ州)

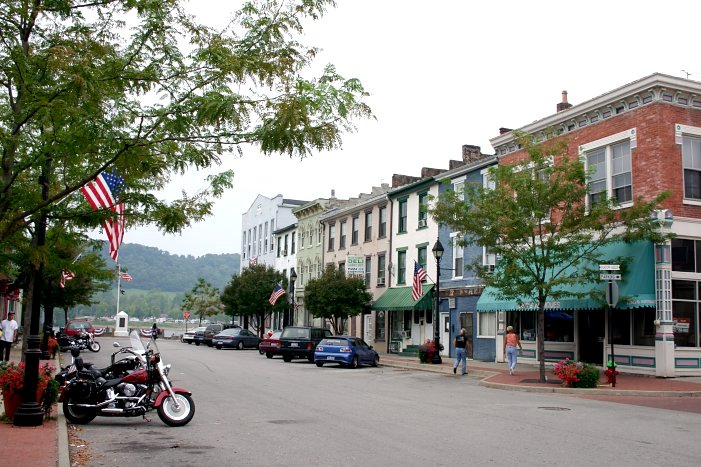
リプリーのメイン・ストリート。通りの終点はオハイオ川である。

リプリー（Ripley）は、アメリカ合衆国オハイオ州南西部、ブラウン郡に位置する村。シンシナティの南東約80kmに位置する。人口は1,745人（2000年国勢調査）。タバコの生産で支えられているこの村では、毎年タバコ祭りが開かれる。
リプリーはオハイオ川に面している。南北戦争前、オハイオ川が北部の自由州と南部の奴隷州を分ける境界線であったことから、村は地下鉄道の重要な拠点のひとつであった。自由を求めてオハイオ川を渡り、リプリーにたどり着いた黒人奴隷たちは、この村の家にかくまわれ、さらに北へと旅立っていった。

## 歴史
独立戦争の退役軍人、ジェームス・ポージ大佐（James Poage）は、1804年にバージニア州スタントンからオハイオにやってきて、一帯4km²にわたる土地を与えられたと主張した。ポージはオハイオ川西岸の土地を与えられた退役軍人の1人だったのである。1812年、ポージは家族と共にこの地に村をつくり、故郷にちなんでこの村にスタントンという名をつけた。1816年、米英戦争の功労者であるイレイザー・ホイーロック・リプリー将軍（Eleazar Wheelock Ripley）の名を取って、村はリプリーという名に改められた。
オハイオ川に面し、奴隷州ケンタッキーと対峙していた立地から、リプリーは地下鉄道の重要な拠点となった。1800年代、リプリーには奴隷制廃止運動の主要活動家たちが集まり、主に川沿いのフロント・ストリートに住んでいた。その中には、牧師ジョン・ランキン、元奴隷ジョン・パーカー、トーマス・マッケイグ、トーマス・コリンズ、アレクサンダー・キャンベル博士などがいた。
ランキンは1822年にケンタッキー州からこのリプリーに移り住み、リバティ・ヒル（Liberty Hill）の上に家を建てた。リバティ・ヒルからはリプリーの村、オハイオ川、対岸のケンタッキー州を見渡すことができた。ランキンはこの丘の上から旗竿につけたランタンでオハイオ川を渡る奴隷に信号を送り、彼らをかくまった。凍ったオハイオ川を渡ってランキンの家にかくまわれた奴隷の女性は、1838年に出版されたハリエット・ビーチャー・ストウの小説「アンクル・トムの小屋」のエリザのモデルとなった。ランキンは24年間にわたって、リプリーの長老派教会で牧師を務めた。ランキンの家は、現在では国の歴史的ランドマークに指定されている。

## 地理

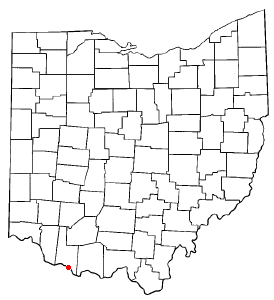
リプリーの位置

リプリーは北緯38度44分22秒 西経83度50分28秒 / 北緯38.73944度 西経83.84111度に位置している。村の南西にはオハイオ川が流れ、北東には丘が迫っている。南東にはオハイオ川に注ぐ小川、レッド・オーク・クリーク（Red Oak Creek）が流れている。村の中心部はオハイオ川に沿って北西-南東方向に約1km、北東-南西方向に約400mほどの範囲内に収まっている。村のメイン・ストリートはオハイオ川を終点としている。メイン・ストリートの終点は、かつて黒人奴隷たちが自由を勝ち得た地であったことから、フリーダムズ・ランディング（Freedoms Landing）と呼ばれ、碑が立っている。
アメリカ合衆国統計局によると、リプリー村は総面積2.8km²（1.1mi²）である。このうち2.6km²（1.0mi²）が陸地で0.2km²（0.1mi²）が水域である。総面積の5.56%が水域となっている。

## 人口動勢
以下は2000年の国勢調査における人口統計データである。
基礎データ
- 人口: 1,745人
- 世帯数: 745世帯
- 家族数: 467家族
- 人口密度: 667.1人/km²（1,722.2人/mi²）
- 住居数: 896軒
- 住居密度: 342.5軒/km²（884.3軒/mi²）

人種別人口構成
- 白人: 91.69%
- アフリカン・アメリカン: 6.65%
- ネイティブ・アメリカン: 0.06%
- アジア人: 0.17%
- その他の人種: 0.17%
- 混血: 1.26%
- ヒスパニック・ラテン系: 0.69%

年齢別人口構成
- 18歳未満: 24.9%
- 18-24歳: 9.2%
- 25-44歳: 26.3%
- 45-64歳: 21.9%
- 65歳以上: 17.8%
- 年齢の中央値: 38歳
- 性比（女性100人あたり男性の人口）
  - 総人口: 83.1
  - 18歳以上: 79.8

世帯と家族（対世帯数）
- 18歳未満の子供がいる: 28.9%
- 結婚・同居している夫婦: 44.0%
- 未婚・離婚・死別女性が世帯主: 16.2%
- 非家族世帯: 37.2%
- 単身世帯: 32.8%
- 65歳以上の老人1人暮らし: 16.9%
- 平均構成人数
  - 世帯: 2.34人
  - 家族: 2.97人

収入と家計
- 収入の中央値
  - 世帯: 30,000米ドル
  - 家族: 39,330米ドル
  - 性別
    - 男性: 29,318米ドル
    - 女性: 20,977米ドル
- 人口1人あたり収入: 15,268米ドル
- 貧困線以下
  - 対人口: 15.5%
  - 対家族数: 11.7%
  - 18歳未満: 21.9%
  - 65歳以上: 15.7%

## 註
1. ↑  The African-American Experience in Ohio. The Ohio Historical Society.